# 중국공산당 중앙당교

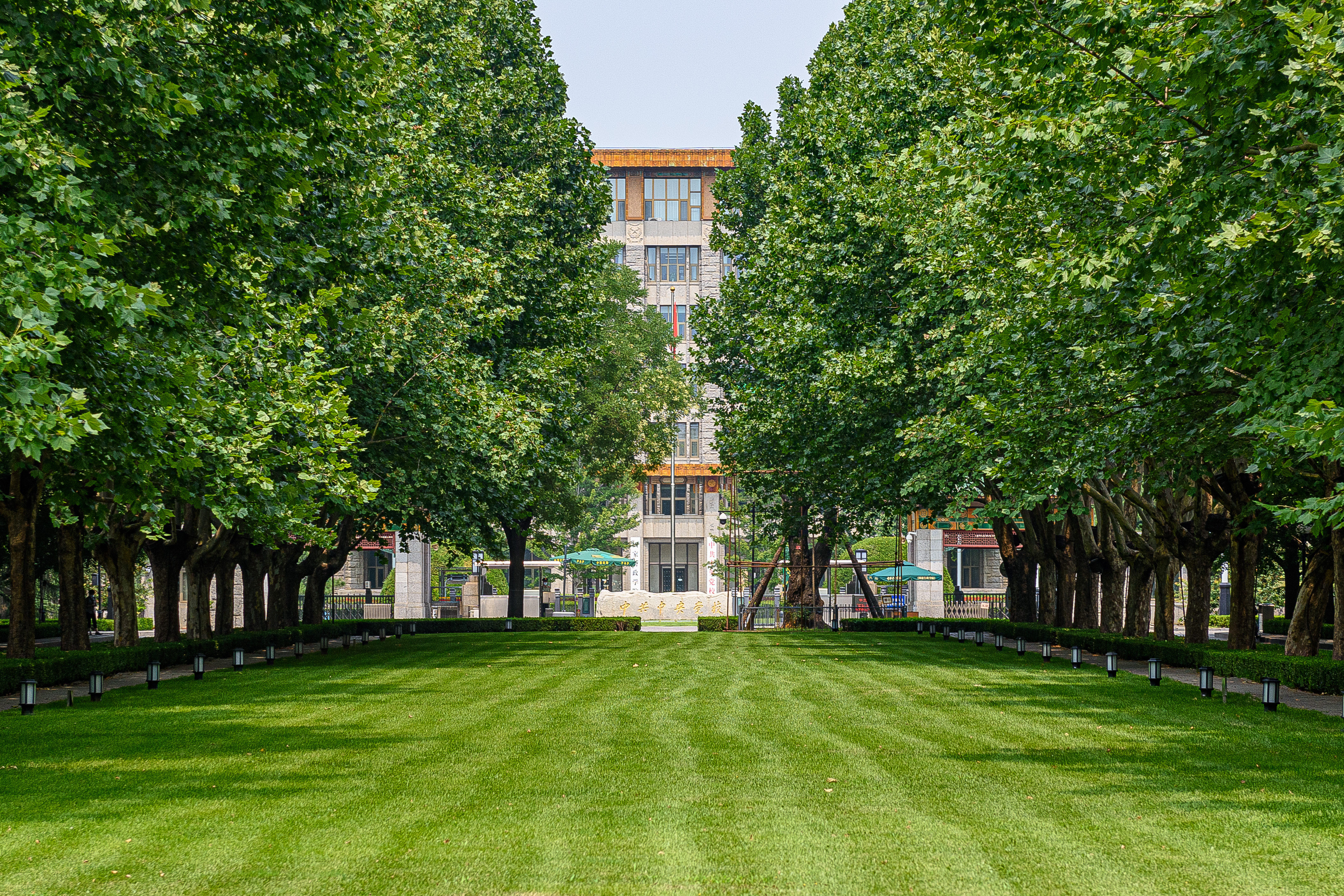
중국공산당 중앙당교

중국공산당 중앙당교(中國共産黨中央黨校)는 중국공산당의 고급 간부를 양성하는 기관이다. 따라서 중앙당교 교장의 직책은 류사오치, 후야오방이나 후진타오, 시진핑 등도 이전에 역임한 적이 있을 정도로 중요하게 여겨지고 있다. 기관지는 학습시보(學習時報)이다.
문화대혁명이 끝난 이듬해인 1977년에 부활하여, 중앙선전부장이기도한 후야오방이 부교장에 취임하면서 이론 연구실을 설립하여 롼밍(阮銘), 우장(吳江), 孫長江 등의 브레인등이 내부 잡지 '이론 동향'에서 각종 개혁 이론을 제기하고 당내 사상 해방을 촉구했다. 그 중에서도 먼저 창간된 "진리의 추구"지는 덩샤오핑의 '실사구시론'에 호응하여 마오쩌둥의 무오류론을 방패로 하여 개혁을 방해하는 화궈펑 등의 양개범시론을 비판하고 중국공산당 제11기 중앙위원회 제3차 전체회의(제11기 3중전회)에서의 정책 전환에 기여했다.
1982년 6월 후야오방이 덩샤오핑에 의해서 총서기 직에 전념하는 사이에, 덩리췬의 추천으로 보수파 원로인 왕전이 후임으로 취임했다. 그러자 보수파 우두머리로 있던 천윈으로부터 "황푸군관학교와 같은 조직을 만들라"는 지시를 받아, 교장의 권한으로 완링의 당적을 박탈하고 우장과 손장강을 전근시키는 등 당교 내의 개혁 세력을 제거한 바 있다.

## 학부
당의 개조와 건설, 정법, 경제학, 철학, 문사, 중국 특색의 사회주의 역사 등의 다양한 교학 연구 부서가 있다. 현재 재학생 수는 약 1600 명이다. 각 성, 자치구, 시도 각위원회 당교 교장은 해당 지역의 부서기 등이 겸직한다.

## 현 지도부
- 교장 천시 (陳希)
- 상무 부교장 허이팅 (何毅亭)
- 부교장 황하오타오 (黃浩濤), 황셴치 (黃憲起), 왕둥징 (王東京), 전잔민 (甄占民)

## 주요 졸업생
- 류윈산 (劉雲山) : 중앙선전부장
- 왕중위 (王忠禹) : 중국인민정치협상회의 부주석
- 왕러취안 (王楽泉) : 신장 위구르 자치구 당위원회 서기
- 천즈리 (陳至立) : 전국인민대표대회 부위원장

## 역대 교장
1. 리웨이한 (李维汉): 1933년 - 1935년
2. 둥비우 (董必武): 1935년 - 1937년
3. 리웨이한 (李维汉): 1937년 - 1938년
4. 캉성 (康生): 1938년 - 1939년
5. 덩파 (邓发): 1939년 - 1942년
6. 마오쩌둥: 1942년 - 1947년
7. 류사오치 (刘少奇): 1948년 - 1953년
8. 카이펑, 허커취안 (凯丰, 何克全): 1953년 - 1954년
9. 리줘란 (李卓然): 1954년 - 1955년
10. 양셴첸 (杨献珍): 1955년 - 1961년
11. 왕충우 (王从吾): 1961년 - 1963년
12. 린펑 (林枫): 1963년 - 1966년
13. 화궈펑 (华国锋): 1977년 - 1982년
14. 왕전 (王震): 1982년 - 1987년
15. 가오양 (高扬): 1987년 - 1989년
16. 차오스 (乔石): 1989년 - 1993년
17. 후진타오 (胡锦涛): 1993년 - 2002년
18. 쩡칭훙 (曾庆红): 2002년 - 2007년
19. 시진핑 (习近平): 2007년 - 2012년
20. 류윈산 (劉雲山): 2012년 - 2017년

## 같이 보기
- 정풍운동